# Lampranthus rustii
Lampranthus rustii är en isörtsväxtart som först beskrevs av Ernst Friedrich Berger, och fick sitt nu gällande namn av Nicholas Edward Brown. Lampranthus rustii ingår i släktet Lampranthus och familjen isörtsväxter. Inga underarter finns listade i Catalogue of Life.